# Chrysler Aspen
Der Chrysler Aspen ist ein Sport Utility Vehicle von DaimlerChrysler das von 2006 bis 2008 angeboten wurde.

## Modellgeschichte
Das auf dem Dodge Durango basierende Fahrzeug wurde formal erstmals auf der North American International Auto Show (NAIAS) 2006 präsentiert und kam im Herbst 2006 auf den amerikanischen Markt. Die Bezeichnung Aspen wurde bereits von 1976 bis 1980 von Dodge als Modellname verwendet. Der Chrysler Aspen ist der erste für die Marke Chrysler entwickelte SUV innerhalb der Modellpalette des DaimlerChrysler-Konzerns. Durch die Einführung dieses Fahrzeugs verfügten ab diesem Zeitpunkt alle amerikanischen Automobilmarken über SUV-Modelle in ihren Modellreihen. Ab Modelljahr 2009 war das Fahrzeug mit Hybridantrieb kaufbar.

### Produktion
Hergestellt wurde der Chrysler Aspen im gleichen Werk wie der Dodge Durango in Newark (Delaware). Die Produktion endete zum Jahresende 2008, danach wurde das Werk geschlossen. Aufgrund der Überproduktion waren beide Modelle 2009 noch eine Zeit lang als Neuwagen erhältlich.

## Karosserie
Der Aspen bietet serienmäßig drei Sitzreihen, so dass entweder 7 oder 8 Personen Platz hatten – abhängig davon, ob das Modell in der zweiten Sitzreihe mit zwei Einzelsitzen oder einer Sitzbank für drei Personen ausgerüstet ist. Der Wendekreis liegt bei ca. 12 m, der cW-Wert beträgt 0,391.

## Antrieb
Bei dem 4,7 l große V8-Motor handelt es sich um ein Flexible-Fuel-Triebwerk, welches aufgrund der Abgasbestimmungen in den US-Bundesstaaten Kalifornien, Maine, Massachusetts, New York und Vermont durch einen 4,7-l-V8-Motor ohne diese Maßnahmen ersetzt wurde. Dieser war hinsichtlich seiner Leistungsabgabe von maximal 175 kW (235 hp) (im Modelljahr 2007) mit dem Flexible-Fuel-Motor identisch. Der 5,7-l-V8-Motor fand u. a. auch im Chrysler 300C Verwendung und war auch für den Dodge Magnum erhältlich. Die Steuerung dieses Motors schaltet, sobald weniger Leistung benötigt wird vier Zylinder ab, was eine Verbrauchsreduzierung zur Folge hat. Werden alle acht Zylinder angesteuert, so bringt es der V8-Motor auf eine maximale Leistung von 257 kW (335 hp) bei 509 Nm Drehmoment. Im Modelljahr 2008 wurde die maximale Leistung des 4,7-l-Motors auf 226 kW (303 hp) erhöht. Ab Sommer 2008 war auch eine Version mit Hybridantrieb im Angebot der eine Systemleistung von 287 kW (385 hp). Die maximale Leistung des 5,7-l-Motors wurde im Modelljahr 2009 auf 280 kW (376 hp) gesteigert.
Angetrieben wird der Aspen durch Hinter- oder Allradantrieb. Die Leistungsübertragung erfolgt dabei über ein Fünf-Gang-Automatikgetriebe.

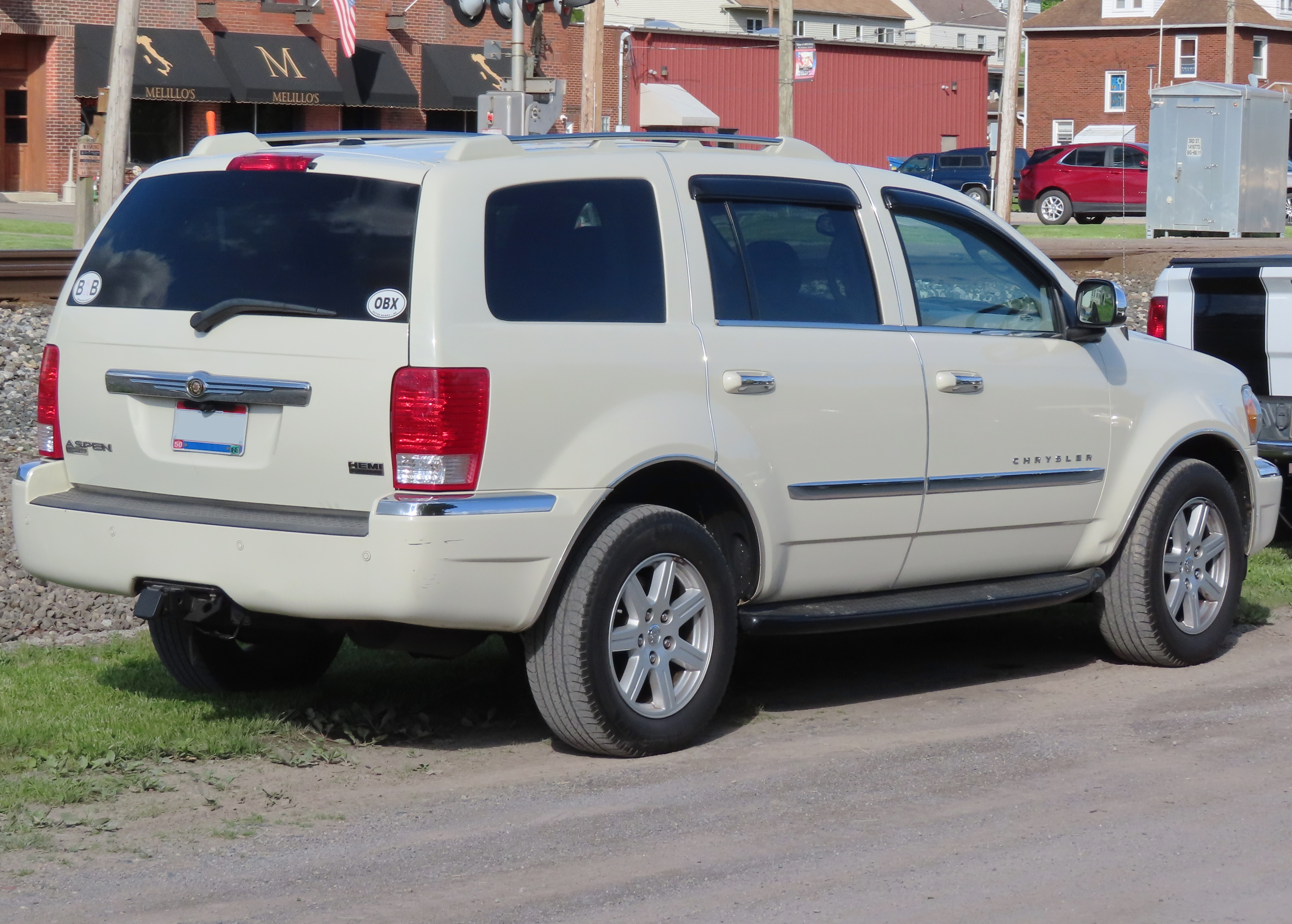
Heckansicht
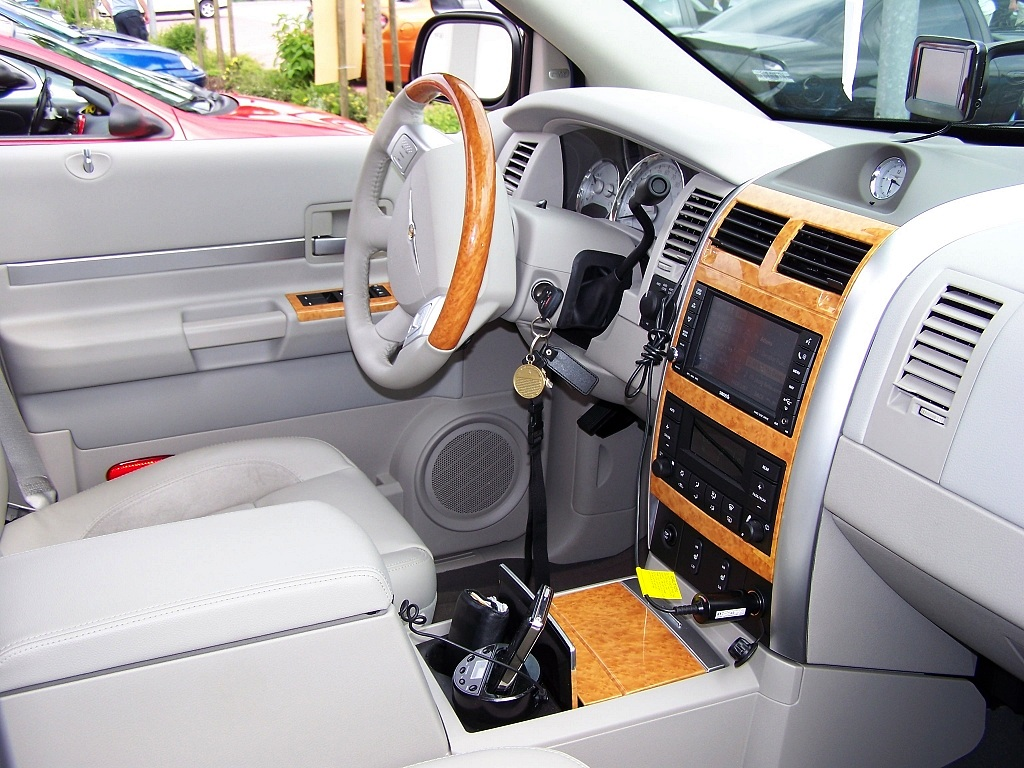
Innenraum